# Lada Kalina
Lada Kalina je supermini automobil koji proizvodi ruski proizvođač Lada od 2004. Također se prodaje kao Lada 119 u Finskoj.

## Povijest
Proizvodnja je započela s četverovratnom limuzinom  2004., petovratnim hatchbackom, a 2006. godine je u proizvodnju je puštena i karavan izvedba.
Kalina se izvozi u većini zapadnoeuropskih tržišta s cijenom od oko € 7,000-8,000. Nudi vozački i suvozački zračni jastuk i  ABS, električni servo, klima i stražnja sjedala, koja se mogu preklopiti tako da vodoravna platforma ostaje formirana.
Postoje tri benzinski motor opcije, u rasponu od 81-98  KS (60-72 kW): 1,4-litreni sa 16 ventila (91 KS, 67 kW), 1,6-litreni 8-ventila (81 KS, 60 kW) i 1,6-litreni 16 ventila (98 KS, 72 kW).
Njegovo ime je Kalina u većini zemalja, ali u  Finskoj, gdje Kalina znači zvečka, ona se prodaje kao Lada 119. Njegovi glavni konkurenti su automobili kao što su: Dacia Logan i Hyundai Accent.
Lada Kalina je korištena kao "razumno-naplaćivan automobil" u Top Gear televizijskoj emisiji.
Druga generacija automobila je pokazana na autoshowu u Moskvi 2012. godine.

## Poveznice
- Zastava 10
- Dacia Logan
- Lada (automobil)
- AvtoVAZ
- Škoda Fabia

## Galerija slika
- Lada Kalina hatchback straga
- Lada Kalina Hatchback sprijeda
- Lada Kalina Sedan straga
- Lada Kalina Sedan sprijeda
- Lada Kalina Super 1600 sprijeda
- Lada Kalina Super 1600 straga